# 離岸愛國主義
離岸愛國主義指一种产生于海外华人群体中的中华民族主义或民粹主义思潮或现象，多出现于中国大陆籍华侨、留学生或一些非中国大陆籍的华人群体之中。

## 發展
《香港01》曾經發表文章，提到2008年的中國經歷了主辦2008年夏季奥林匹克运动会與汶川大地震，當時不少海外華人自發表達對中國的愛國情懷。這些海外華人包括中國留學生、海外就業者、旅居國外的華僑、以至外籍華人。
但踏入2019年起，這些人的愛國主義表達方式，特別是在他國土地之上，就顯得非常令人側目，例如在中華人民共和國70周年國慶期間，有多倫多的海外華人組成豪華車隊，遍插五星紅旗，在鬧市緩緩轟鳴而過去慶祝中國國慶，就引起了一些爭議。
另外，香港反送中運動期間，國際社會對北京政府有不少批評，但這些離岸愛國主義者就與國際民主自由價值背道而馳，甚至採取暴力方式對待在海外聲援香港的和平示威人士，亦引起爭議。不過這些行徑反而得到中國官方媒體與中國使領館的讚賞。

## 特点
- 无条件维护中国共产党、中华人民共和国政府或中国人民解放军的所作所为[1][2]
- 信仰家长制、亚洲价值和新权威主义，反对自由主义和普世价值，对东亚模式较为认可[2][3]
- 无法区分针对中国共产党的政治讽刺、反中共言论和反华言论之间的区别，而倾向于将它们统称为“反华”，称中华人民共和国自由派和香港民主派为“汉奸”[1][4]
- 对西方世界和自由世界国家多有批评及嘲讽[2][5]，甚至发展出否定这些国家政府合法性，或部分赞赏卡伊达组织或塔利班等反美恐怖主义组织的极端言论（在一些国家的互联网平台上可能违反所在国法律而被审查，但中华人民共和国网络审查并不审查这类言论）
- 信奉中华民族主义、民族沙文主义和右翼民粹主义，对白人和非裔美国人等西方世界国家主要群体持有种族歧视性观点[4]，并认为自由民主制天生带有效率低下和金权政治的劣根性，甚至以自由世界的群体性伤亡事件取乐（如2025年1月加州南部山火[5]），并会取笑走线客[6]
- 在国际及国内新闻事件上倾向于支持中华人民共和国的官方立场，例如反对南中国海仲裁案判决、支持中国统一、支持港区国安法、反对八九民运和反对逃犯条例修订草案运动等中国内部反政府示威活动等[1][2]
- 少部分群体可能亲俄或亲朝鲜，支持俄罗斯入侵乌克兰，并有部分人群因加速主义信仰而支持川普担任美国总统

## 事例
- 伦敦圣潘克拉斯火车站钢琴事件

## 評價
《香港01》曾經發表文章，指這些行徑可能會獲得中國內地互聯網同溫層的共鳴，但對於中國對外形象有損。
另外，在中國國內亦有部分倾向自由派的网民揶揄，如果他們在中國很好的話那幹嘛要去外國，質疑這些人的愛國動機未必真誠。